# Esteghlal-Kotayk Abovian
Maillots
Le Esteghlal-Kotayk Abovian (en arménien : Ֆուտբոլային Ակումբ Կոտայք Աբովյան), plus couramment abrégé en FC Kotayk, est un ancien club arménien de football fondé en 1955 et disparu en 2006 et basé dans la ville d'Abovian.

## Historique
- 1992 : 1re participation à la 1re division
- 1996 : 1re participation à une Coupe d'Europe (C2, saison 1996/97)
- 2005 : le club est renommé Esteghlal-Kotayk Abovian
- 2006 : Dissolution du club

### Palmarès
| Compétitions nationales                         | Compétitions soviétiques |
| ----------------------------------------------- | --- |
| - Coupe d'Arménie : - Finaliste : 1995 et 1996. | - Championnat de la RSS d'Arménie (4) : - Champion : 1967, 1973, 1975 et 1976. - Coupe de la RSS d'Arménie (3) : - Finaliste : 1975, 1976 et 1977. |

## Personnalités du club

### Présidents du club
- Samvel Petrosian

### Entraîneurs du club
- Tigran Yesaian

### Joueurs emblématiques
- Hamlet Mkhitaryan